# 臧霸
臧霸（164年—231年），字宣高，兗州泰山郡华县（今山东费县方城镇）人，漢末三國時期曹魏名將。

## 生平

### 割據開陽
父親臧戒為縣獄掾，因據守律法不聽從太守憑欲私殺獄犯。太守大怒，令人收押戒詣府備罪。時年十八的臧霸獲悉父親被押囚，召集食客十數人前往費縣西山將父親救出，並殺死太守，時押送役卒百餘人懼臧霸健勇皆避而竄逃，此後與父親逃亡東海郡，經此事跡臧霸的孝烈勇名遍聞鄉野。
後來，成為陶謙麾下的騎都尉，負責募兵鎮壓黃巾賊。随后，收編徐州兵與孫觀、尹禮、吳敦、昌豨等人擁兵駐屯於開陽，自成一股獨立勢力。
於建安二年（197年）領兵擊敗琅邪國相蕭建，佔領莒城。當時正欲與蕭建交好的呂布大怒，發兵攻擊臧霸，但臧霸登城堅守奮戰表現使呂布久攻未克而撤軍，爾後兩人和解結為同盟關係。
建安三年（198年），曹操發兵東征呂布，臧霸率領旗下將兵支援呂布。呂布戰敗被擒後，臧霸散其兵眾逃亡，被曹軍捕獲，曹操親見招降臧霸，一见之下大悦，臧霸依命召回舊部吴敦、尹礼、孙观、孙观之兄孙康等人歸降，被曹操任命為琅邪國相，又各任用吴敦等，割青、徐二州委任于臧霸。
建安四年（199年），曹操在兖州时，以徐翕、毛晖二人为将。兖州乱起，徐、毛二人皆叛。后来兖州之乱平定后，徐、毛亡命出逃投靠臧霸。曹操命刘备起行往见臧霸，并命臧霸奉上二人首级。臧霸便向刘备说：「以前我之所以能自立一方，是因为我不会做这种事。我受主公（指曹操）存命之恩，不敢违其命令。不过有意于王霸之道的君主应该以义相告，不宜威迫，愿将军为我辞却这个命令。」刘备便以臧霸所言告诉曹操，曹操叹息地向臧霸道：「这是古人仁德之事，而你能够加以奉行，这也正是孤之所愿。」于是皆以徐、毛二人为郡守。后来曹操与袁绍相拒，而臧霸数以精兵投入青州，所以曹操不用顾念东方之事，能专心应付袁绍。

### 曹操麾下
在曹操與袁紹拉鋸期間大為活躍，率精兵襲擾袁紹東方領地使其未能專念全力攻打官渡，袁紹遣長子袁譚領兵攻青州，亦因臧霸的兵眾善戰而難在此有所戰果。
建安十年（205年），曹操破袁谭于南皮，臧霸等前往祝贺。臧霸便求遣子弟及诸将之父兄家属前往邺城，曹操说：“诸位忠心报国，但何必要如此来表现呢。昔日萧何派遣子弟入侍，而汉高祖没有拒绝；耿纯焚烧自己的房子、马车追随，而光武帝没有辜负他的好意。现在我又怎么好改变前人的做法呢！”当时东州扰攘不止，而臧霸等执正匡义，征暴伐虐，清定海岱，其功莫大，于是皆封列侯。臧霸因功拜为都亭侯，加威虏将军。
後臧霸与于禁讨昌豨（206年），与夏侯渊讨黄巾軍殘餘部隊徐和等，皆有功劳，迁为徐州刺史。沛国人武周时为下邳令，臧霸尊敬武周，常到其舍作客。后来武周部从事总詷不法，武周得其罪，被收监查究，但臧霸却不嫌弃武周，反而更加亲善。
建安十四年（209年），臧霸随曹操征讨孙权，先登入阵，再入巢湖，攻破居巢。张辽讨陈兰时，臧霸被调到皖，讨伐吴将韩当，使孙权不得前救陈兰。韩当遣兵以迎臧霸，臧霸与吴军战于逢龙，韩当又遣兵阻臧霸于夹石，均被臧霸击破之，后还屯舒城。孙权遣数万人乘船屯于舒口，分兵往救陈兰，但闻知霸军在舒城时，立即撤军。臧霸引军乘夜追赶，将及天明，行百余里，向吴军前后夹击。吴军窘急不堪，不得上船，蹈水而逃者甚众。于是吴军不能救陈兰，张辽便破之。
建安二十一年（216年），臧霸从讨孙权于濡须口，与张辽同为前锋，遇上大雨，前锋大军先至，见江水增涨，敌船慢慢靠近，将士皆惶恐不安。张辽便有了退意，臧霸阻止张辽说：“曹公是那么忘掉錯對的人，怎么可能会舍弃我们呢？”第二天，曹操果然发出撤军令。张辽以臧霸之言告诉曹操。曹操对臧霸加以赞扬，拜为扬威将军，假节。曹操無法打敗孫權引大軍還師，後來孫權請降，便留臧霸与夏侯惇等屯居巢。

### 曹魏時期
黄初年间，曹丕即王位，臧霸迁镇东将军，进爵武安乡侯，都督青州诸军事。曹丕称帝后，进封开阳侯，徙封良成侯。后来臧霸与曹休伐吴，破吕范于洞浦。曹丕征臧霸为执金吾，加特进，夺取其兵权，结束了其身为事实上半独立状态的地方豪强。然而每有军事要务，曹丕都常咨访臧霸。
明帝曹睿即位后，太和年间增臧霸邑五百户，并前三千五百户。太和四年八月辛巳日（230年8月31日），獲得行太尉事以特牛祠中岳的受禅坛。不久逝世，追谥曰威侯。其子臧艾嗣任。《魏书》称臧艾「少以才理称，为黄门郎，历位郡守。」臧艾官至青州刺史、少府。死后谥恭侯。其子臧权嗣任。臧霸前后有功，封其子三人为列侯，赐一人爵关内侯。臧霸其中一子臧舜，字太伯，为晋朝散骑常侍。《武帝百官名》称臧舜「才颖条畅，识赞时宜」。

## 子
其子三人为列侯，赐一人爵关内侯
- 臧艾，嗣爵，少以才理称，为黄门郎，历位郡守。官至青州刺史、少府，谥恭侯
- 臧舜，字太伯，晋朝散骑常侍

## 历史评价
- 陈寿评曰：「李通、臧霸、文聘、吕虔镇卫州郡，并着威惠。」（《二李臧文吕许典二庞阎传》）
- 李景星称霸为「气节之士」。（《四史评议·三国志》）
- 孙盛：「臧霸少有孝烈之称。」
- 胡三省：“臧霸起于泰山，称雄于东方者也，故使之为扞；袁氏虽欲自平原而东，无能为矣。”
- 卢弼：“李通淮、汝，臧霸青、徐，与钟繇关中之任并重，实委全局所系，不仅一隅之得失也。”

## 藝術形象

### 演义小说
- 罗贯中历史小说《三国演义》中，臧霸作为吕布手下登场。赤壁之战中，效力曹操但无心出力的徐庶担心危及自身，故意散布谣言说马腾、韩遂袭击许都，再主动请求守卫散关，曹操派臧霸和徐庶一同前去，此后臧霸再无出场。

### 動漫遊戲
- 《蒼天航路》（王欣太）
- 《火鳳燎原》（陳某）

## 關連人物
泰山寇成員
- 孫觀
- 孫康
- 吳敦
- 尹禮
- 昌豨
- 徐翕
- 毛暉

同盟/臣屬關係
- 陶謙
- 呂布
- 曹操

## 延伸阅读
[在维基数据编辑]
 《三國志·卷18》，出自陳壽《三國志》